# Bees Airline
Bees Airline byla ukrajinská nízkonákladová společnost se sídlem na mezinárodním letišti v Kyjevě. Svoji činnost zahájila v březnu roku 2021.

## Historie
Letecká společnost byla založena na konci roku 2019. Letecká společnost získala AOC v březnu 2021. Provozuje nízkonákladové pravidelné a charterové lety z Ukrajiny do Řecka, Kypru, Bulharska, Egypta, Turecka, Gruzie, Arménie, Černé Hory, Španělska a Keni. Vlastní čtyři letadla Boeing 737-800.
Z důvodu stanného práva na území Ukrajiny a uzavření vzdušného prostoru Ukrajiny byly všechny lety od 24. února 2022 zrušeny.  AOC letecké společnosti bylo zrušeno později v létě 2022, protože letecká společnost neměla žádné letadlo. 

## Destinace
- Yerevan
- Ganja
- Varna, Burgas
- Larnaca
- Praha
- Sharm el-Sheikh, Hurghada, Marsa-Alam
- Tbilisi, Batumi
- Araxos, Heraklion, Rhodes
- Tivat
- Alicante, Barcelona
- Antalya
- Kharkiv, Kherson, Kyiv-Zhuliany, Lviv, Oděsa
- Sharjah

## Flotila

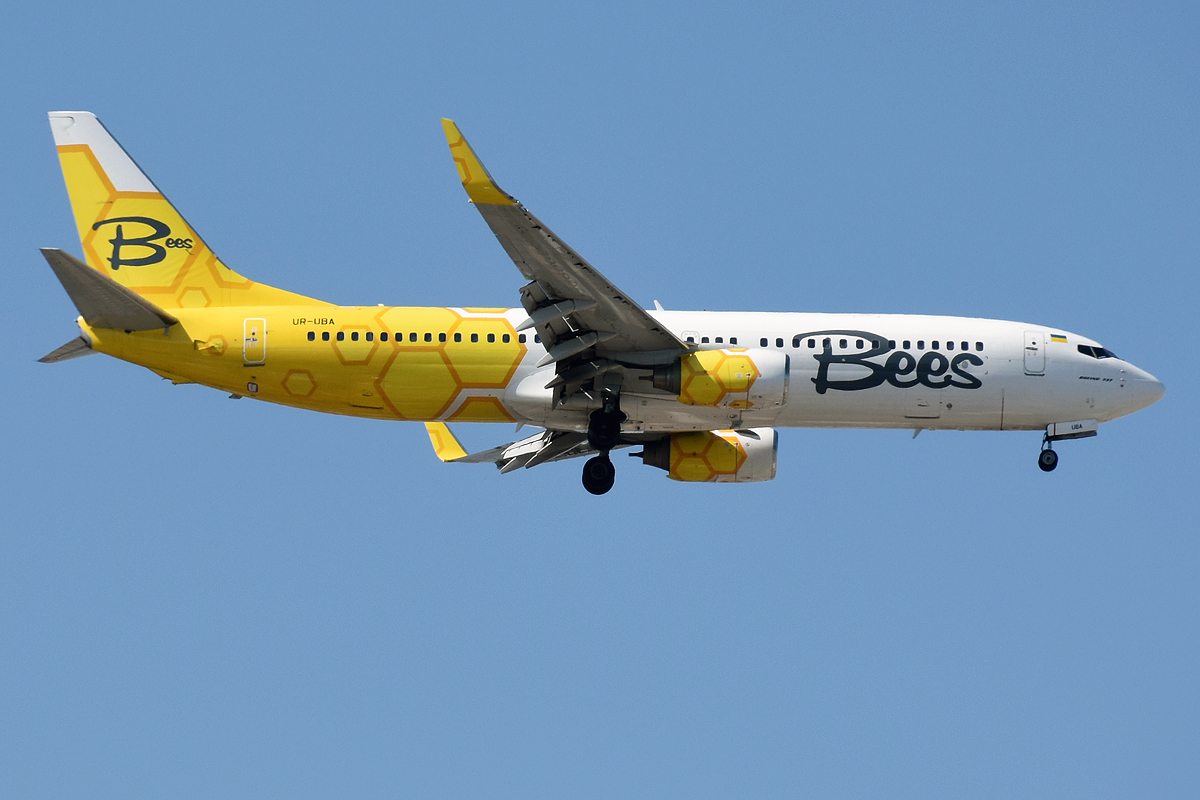
Bees Airline Boeing 737-800

| Letadlo        | V provozu | Objednáno | Obsazenost |
| -------------- | --------- | --------- | ---------- |
| Boeing 737-800 | 4         | 2         | 189        |
| Celkem         | 4         | 2         |            |